# Brown Skin Girl
Brown Skin Girl è un singolo della cantante statunitense Beyoncé, del rapper statunitense Saint Jhn e del cantante nigeriano Wizkid, pubblicato il 23 luglio 2019 come secondo estratto dall'album The Lion King: The Gift. Lo stesso giorno è stato inviato alle radio Top 40/Rhythmic.

## Antefatti
La canzone è la seconda collaborazione tra Beyoncé e sua figlia Blue Ivy Carter, dopo Blue, contenuta nel disco Beyoncé del 2013. Blue Ivy è stata accreditata anche come autrice. La canzone ha reso virale la #BrownSkinGirlChallenge.

## Accoglienza
In una recensione positiva, Imani Bashir di Teen Vogue ha descritto la canzone come una "celebrazione delle donne di colore". Amanda Mitchell del The Oprah Magazine si è complimentata con la canzone per essere "anticologicamente e senza paura nera". Ellise Shafer della rivista Billboard ha notato che la voce della bambina ha aggiunto un "tono sentimentale alla traccia".
Lupita Nyong'o ha pubblicato un video venerdì 19 luglio 2019 su Instagram, dove ha cantato e ballato sulle note della canzone, in cui il suo nome è stato menzionato da Beyoncé.

## Video
Tratto dal progetto della cantante Black Is King per il servizio di streaming  Disney+, il 24 luglio 2020 è stato rilasciato il video del brano, inizialmente come esclusiva per il programma statunitense Good Morning America, per poi essere pubblicato sul canale YouTube di Beyoncé.

Il video è una celebrazione e un'affermazione della bellezza della pelle scura. Rappresenta un ballo delle debuttanti nere (una tradizione nelle comunità afro-americane del sud degli Stati Uniti) e mette in mostra una varietà di ragazze e donne nere e brune, tra cui l'attrice messicano-keniota Lupita Nyong'o, la modella britannica Naomi Campbell, la cantante Kelly Rowland, la modella sudanese-australiana Adut Akech, la modella sudanese Aweng Ade-Chuol, oltre che la madre, Tina Knowles, e le figlie, Blue Ivy e Rumi Carter, di Beyoncé. La cantante ha spiegato lo sviluppo del video musicale, dicendo a Good Morning America:
Era così importante per me in 'Brown Skin Girl' rappresentare tutte le diverse sfumature della pelle scura... Volevamo che ogni personaggio fosse ripreso in una luce regale. Jenn Nkiru ha ideato l'idea del ballo delle debuttanti nere. Era importante far passare il messaggio che siamo tutti in questo insieme e stiamo tutti celebrando l'un l'altro, non vi è una razza privilegiata.
Jenn Nkiru ha raccontato a British Vogue che il video mira a mostrare immagini che non sono tipicamente visto sullo schermo, come un ballo, che è un rito di passaggio nella cultura afro-americana, e visualizzare intimità, sorellanza e celebrazione della propria identità.

## Riconoscimenti
- 2020 - BET Awards[19]
  - BET Her award
- 2021 - Grammy Awards[20]
  - Miglior videoclip
- 2021 - MTV Video Music Awards[21]
  - Candidatura al miglior video R&B
  - Candidatura alla miglior fotografia
- 2020 - NAACP Image Award[22]
  - Collaborazione dell'anno
- 2021 - NAACP Image Award[23]
  - Miglior video musicale
- 2019- Soul Train Music Award[24][25]
  - The Ashford & Simpsons Songwriter's Award
  - Video dell'anno
  - Candidatura alla miglior collaborazione

## Classifiche

### Classifiche settimanali
| Classifica (2019) | Posizione massima |
| ----------------- | ----------------- |
| Canada            | 60                |
| Irlanda           | 50                |
| Lituania          | 67                |
| Paesi Bassi       | 82                |
| Regno Unito       | 42                |
| Stati Uniti       | 76                |

### Classifiche di fine anno
| Classifica (2019) | Posizione |
| ----------------- | --------- |
| Sudafrica         | 7         |